# Tonight/Miss You Nights
Tonight/Miss You Nights – drugi i ostatni singel irlandzkiego zespołu Westlife, pochodzący z płyty greatest hits Unbreakable - The Greatest Hits Vol. 1. Piosenka została napisana przez Jorgena Elofssona i Wayne Hectora. Utwór dotarł do #3 pozycji UK Singles Chart sprzedając się w całkowitym nakładzie 115 000 egzemplarzy. Jest to drugi singel Westlife, który nie zajął pierwszego miejsca w Wielkiej Brytanii.

## Track lista
UK CD1
1. Tonight (Single Remix) - 4:43
2. Miss You Nights (Single Remix) - 3:09
3. Where We Belong - 3:35
4. Tonight (Video) - 4:43

UK CD2
1. Tonight (Single Remix) - 4:43
2. Tonight (12” Metro Mix) - 8:12
3. Miss You Nights (Video) - 3:09

Australia Single
1. Tonight (Single Remix) - 4:43
2. Tonight (12” Metro Mix) - 8:12
3. Where We Belong - 3:35

Japonia Single
1. Tonight (Radio Edit) - 3:54
2. Tonight (7" Metro Mix) - 4:11

## Listy przebojów
| Lista                     | Najwyższa pozycja |
| ------------------------- | ----------------- |
| Austrian Singles Chart    | 58                |
| Danish Singles Chart      | 10                |
| German Singles Chart      | 47                |
| Irish Singles Chart       | 1                 |
| Netherlands Singles Chart | 55                |
| Swedish Singles Chart     | 33                |
| UK Singles Chart          | 3                 |
| UK Radio Airplay Chart    | 13                |